# Covington (Cambridgeshire)
Pour les articles homonymes, voir Covington.
Covington est une paroisse civile et un village du Cambridgeshire, en Angleterre.